# Седъюдор
Седъюдор (коми Сьӧдъюдор) — упразднённый посёлок в Княжпогостском районе Республики Коми России. Входил в состав сельского поселения Мещура. Исключен из учётных данных в 2023 году.

## География
Посёлок находится в западной части Республики Коми, в пределах Вычегодско-Мезенской равнины, на левом берегу реки Ёлвы, на расстоянии примерно 87 километров (по прямой) к северо-северо-западу (NNW) от города Емвы, административного центра района. Абсолютная высота — 123 метра над уровнем моря.
Климат
Климат характеризуется как умеренно континентальный, с продолжительной умеренно морозной многоснежной зимой и коротким прохладным летом. Среднегодовая температура воздуха составляет −0,6 °С. Средняя температура воздуха самого тёплого месяца (июля) составляет 15,6 °C; самого холодного (января) — −16,2 °C. Среднегодовое количество атмосферных осадков составляет 608 мм.

## История
Седъюдор был основан в 1940-х годах. В 1954 году включён в состав новообразованного Мещурского сельского совета. В списке населённых пунктов Коми АССР 1956 года упоминается как посёлок лесозаготовителей. В 1989 году в деревне проживало 1297 человек (1121 мужчина и 176 женщин).

## Население
| 2010 |
| ---- |
| 61   |

Гендерный состав
По данным Всероссийской переписи населения 2010 года в гендерной структуре населения мужчины составляли 57,4 %, женщины — соответственно 42,6 %.
Национальный состав
Согласно результатам переписи 2002 года, в национальной структуре населения русские составляли 50 % из 98 чел.